# Ari Vatanen
Pour les articles homonymes, voir Vatanen.
Ari Vatanen, né le 27 avril 1952 à Tuupovaara (Finlande), est un pilote de rallye et de rallye-raid finlandais, champion du monde des Rallyes WRC en 1981 (copilote David Richards) et quadruple vainqueur du Rallye Dakar entre 1987 et 1991.
Il a été député européen de Finlande (liste Kokoomus) puis de France (liste UMP) entre 1999 et 2009.

## Biographie

### Dans l'automobile

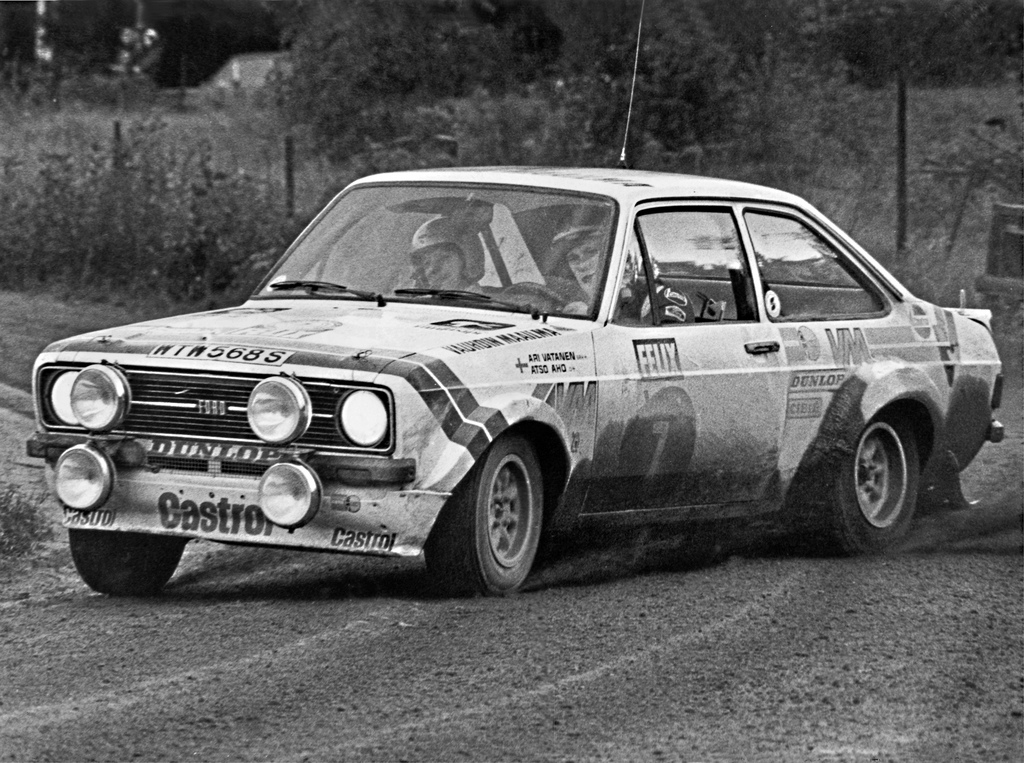
Ari Vatanen sur Ford Escort RS1800 au rallye de Finlande en 1978.

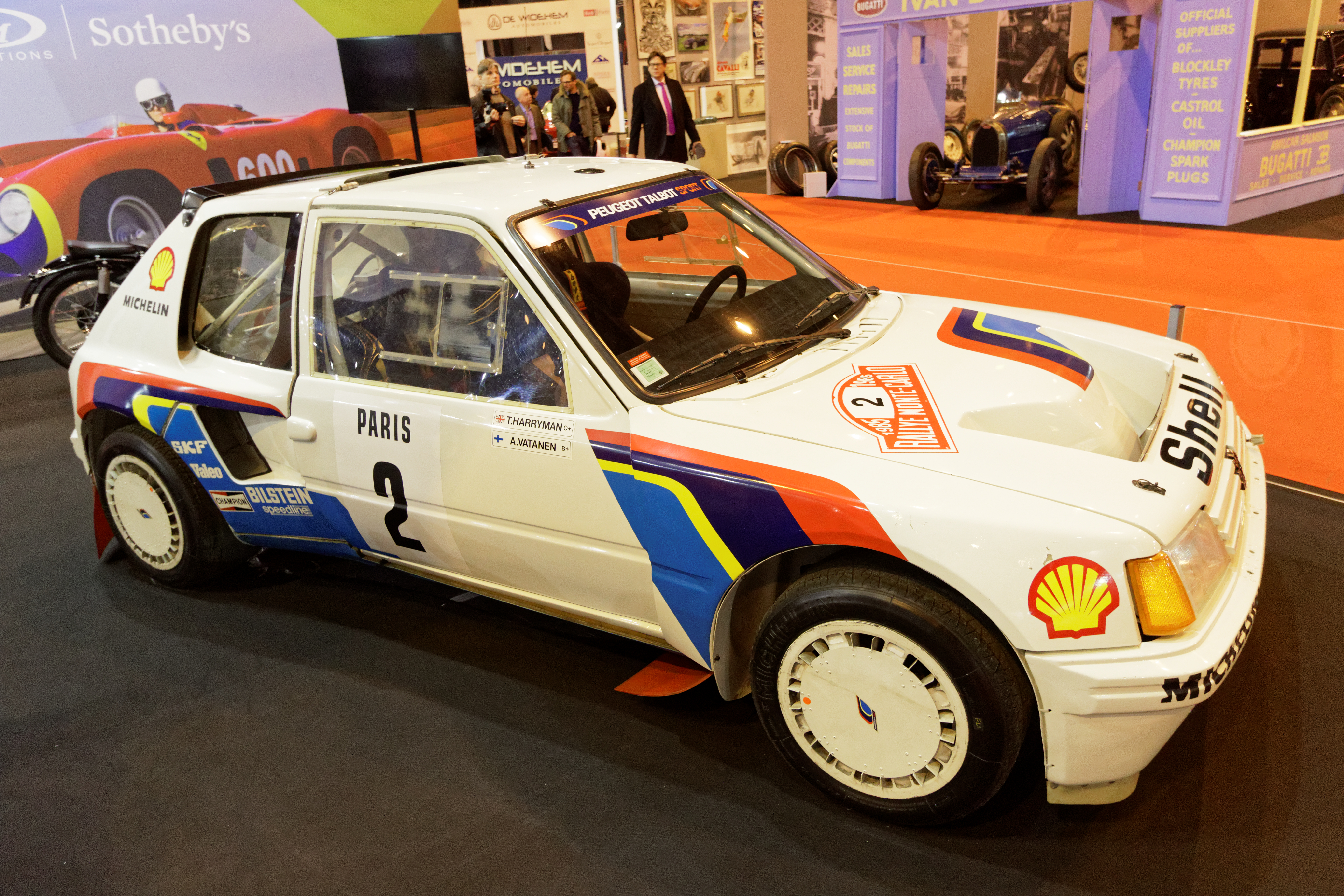
La Peugeot 205 Turbo 16 Pilotée par Ari Vatanen lors du championnat du Monde des Rallyes 1985.

Ari Vatanen commence les rallyes professionnels en 1970 et se fait rapidement remarquer par son attaque à outrance qui lui vaut nombre de sorties de route spectaculaires. Et malgré sa vitesse, ses deux titres de champion d'Angleterre des rallyes et une première victoire en championnat du monde lors du rallye de l'Acropole 1980, il lui faudra attendre 1981 et l'âge de 29 ans pour devenir enfin champion du monde de la spécialité, toujours au volant d'une Ford Escort RS1800 de l'équipe Ford Motorsport et copiloté par David Richards. Après un petit intermède au sein du Opel Rally Team (en), avec à la clé une victoire au Safari Rally 1983, il est recruté par Jean Todt, directeur sportif de Peugeot Talbot Sport, afin de faire débuter la nouvelle Peugeot 205 Turbo 16 en compétition, au printemps 1984. Et après avoir dû abandonner au tour de Corse, sur sortie de route, alors qu'il menait la course devant les Lancia 037 et autres Audi Quattro, et au rallye de l'Acropole, il remporte coup sur coup le rallye des 1000 lacs en Finlande, le rallye Sanremo en Italie et le RAC Rallye de Grande-Bretagne. 
En s'imposant trois fois en cinq courses, Ari Vatanen et la 205 Turbo 16 font figure de favoris pour la saison 1985 qu'ils vont courir en intégralité. Et contre toute attente, le duo s'impose dès les premières manches du championnat 1985, au rallye Monte-Carlo, où l'équipage fait une remontée après s'être vu infliger une pénalité de huit minutes pour avoir pointé en avance à un contrôle, puis lors du rallye de Suède. Mais la suite de sa saison ne sera pas aussi fructueuse, car il est ensuite contraint à l'abandon lors du rallye du Portugal, sur bris de rotule à l'arrière-droit, puis au Safari Rally, au Tour de Corse, avec une nouvelle sortie de route sans gravité, puis au rallye de l'Acropole où il casse sa direction dans la deuxième spéciale du rallye. Il signe enfin son retour avec une deuxième place au rallye de Nouvelle-Zélande derrière son coéquipier, Timo Salonen, qui mène le Championnat depuis le Rallye du Portugal. 
Espérant combler son retard au championnat, Vatanen prend alors d'énormes risques et est victime d'un très grave accident en Argentine. Dans la spéciale de Las Bajadas, il passe à haute vitesse dans un trou qui fait décoller sa voiture, qui effectue de nombreux tonneaux par l'avant. Gravement blessé, tout comme son copilote Terry Harryman, il est alors héliporté vers Córdoba dans un état critique, souffrant de huit côtes cassées, d'une perforation du poumon, de plusieurs fractures cervicales et lombaires, ainsi que d'une fracture du bras,. Il est alors transféré par avion vers Helsinki, où il effectuera sa rééducation, et restera éloigné du championnat du monde, remporté par son équipier Salonen. Et de ce fait, il ne prendra pas part à la saison 1986, remporté par son « remplaçant » chez Peugeot, Juha Kankkunen, toujours sur une 205 Turbo 16. Il effectuera malgré tout son retour, en tant qu'ouvreur de la piste, lors du rallye de San Remo, en Italie.
Il reste cependant lié avec Peugeot PSA, du fait du très grand soutien de Jean Todt durant ses longs mois d'hospitalisation, qu'il ironise en ces termes, « J'accepterais même de conduire une brouette pour Peugeot, s'ils me le demandaient ». Il accepte donc de s'orienter vers les courses de désert off-road avec la marque française, cette dernière étant « bannie » du championnat du monde des rallyes, pour cause d'interdiction des véhicules du Groupe B. Cette nouvelle carrière lui permet de remporter quatre fois le rallye Paris-Dakar (en 1987 avec la 205 Turbo 16 GR, en 1989 et 1990 sur la 405 Turbo 16 GR et enfin en 1991 sur une Citroën ZX, marque du groupe PSA). Il est également le vainqueur "moral" de l'édition 1988, remportée par son équipier Kankkunen, sur 205 T16, sa 405 T16 lui ayant été volée à Bamako, alors qu'il était en tête de l'épreuve, mais n'ayant pu être retrouvée à temps pour lui empêcher la mise hors course.
Il remporte également, en 1988, la course de côte de Pikes Peak, aux États-Unis, en battant le record de l'épreuve, au volant de la Peugeot 405 Turbo 16, après s'y être classé deuxième en 1987, au volant de la 205, à sept secondes de l'Audi quattro Sport S1 Evolution du double champion du monde des rallyes, l'Allemand Walter Röhrl. Une autre tentative, en 1989, se soldera par un échec après une légère « touchette » dans sa montée, laissant la victoire à son équipier, l'Américain Robby Unser.
Son programme en rallye-raid lui laissant du temps, il fait alors de nombreuses apparition en rallye mondial, au volant des nouvelles générations de voitures du groupe A, avant de revenir à temps complet à un programme mondial. Il pilotera, tour à tour, une Subaru RX Turbo, une Ford Sierra RS Cosworth, une BMW M3, une Mitsubishi Galant VR-4, une Subaru Legacy RS puis subaru Impreza 555 et enfin une Ford Escort RS Cosworth, mais sans jamais renouer avec une victoire. Courant 2003, alors qu'il est âgé de 51 ans, il participe, au volant d'une Peugeot 206 WRC, à son centième rallye de championnat du monde, chez lui en Finlande.
Il renoue également avec les rallyes-raids en 2003 en reprenant le départ du rallye Paris-Dakar sur une Nissan, puis en 2007, au volant d'un Volkswagen Race Touareg 2, copiloté par Fabrizia Pons, mais avec un abandon à la clé lors de la 7e étape.
En 28 ans de carrière sportive automobile (1970-2007), il a remporté en tout 65 succès, du Tott-Porrassalmi Ralli 1971 (championnat national finlandais) sur Opel Kadett Rally au UAE Desert Challenge 1997 (rallye-raid des Émirats arabes unis) sur Citroën ZX RR (voir palmarès complet en référence détaillée).
En rallye-raid il a ainsi gagné une vingtaine de courses en une dizaine d'années pour le groupe PSA, dont 9 avec Peugeot Talbot Sport (1987-90) et 11 avec Citroën Sport (1990-1997).
En 2010 et 2011, en Belgique, l’ex-champion du Monde des rallyes participe, avec son fils Max, à la version « VHC » du rallye spadois, les Legend Boucles de Spa. Mais plus question de compétition, puisque c'est en tant qu'équipage de la voiture ouvreuse que les Vatanen, père et fils, sont présents deux années consécutives.
Trente ans après sa victoire, en 2015, son fils Max Vatanen (en), 25 ans, prend le  départ du Rallye Monte-Carlo. Quatrième du Fiesta Trophy l’an passé, Max prend son premier départ en Principauté avec une Ford Fiesta R2.
En 2018 et 2019, il officie en tant qu'ouvreur au volant d'une BMW M3 E30 au Rallye du Chablais.

### En politique
Installé dans le sud de la France depuis 1990, où il acquiert une ferme et un vignoble, il s'intéresse désormais à la politique et est élu en 1999 au Parlement européen sur la liste du Kokoomus bien qu'il continue à vivre en France, à Rognes près d'Aix-en-Provence. Il travaille sur des thèmes tels que les taxes automobiles, la régulation du trafic, l'aide au développement ou les règles agraires. Il affirme son opposition à l'euthanasie et à l'avortement. Il est par ailleurs favorable à l'entrée de la Turquie, de l'Ukraine et de la Moldavie dans l'Union européenne une fois que ces pays satisferont aux critères d'entrée.
En 2004, il est réélu député européen, cette fois-ci en France, sur la liste de l'UMP. Non reconduit par l'UMP pour les élections européennes de 2009, il se présente en Finlande sur la liste du Parti de la Coalition nationale mais n'est pas réélu.
Le 10 juillet 2009, quelques semaines après sa défaite, il annonce officiellement son intention de briguer la présidence de la Fédération internationale de l'automobile. Le 23 octobre 2009 il est battu par Jean Todt, son ancien directeur sportif chez Peugeot, pour la présidence de ce poste.

### Divers
- Ari Vatanen était connu pour célébrer ses victoires en buvant un verre de lait[10].
- Il apparaît en guest star jouant son propre rôle d'ancien pilote de rallye dans le film Camping[11].
- Il a deux sœurs et un frère.

## Palmarès

### Titres
| Saison | Titre                                   | Voiture            |
| ------ | --------------------------------------- | ------------------ |
| 1976   | Champion d'Angleterre des rallyes       | Ford Escort RS1800 |
| 1980   | Champion d'Angleterre des rallyes       | Ford Escort RS1800 |
| 1981   | Champion du monde des rallyes           | Ford Escort RS1800 |
| 1997   | Coupe du monde des rallyes tout-terrain | Citroën            |

(nb: il termine également troisième du championnat d'Europe des rallyes, en 1977 (4e en 1980))

### Victoires en championnat du monde des rallyes
| #  | Saison | Rallye                        | Pays        | Copilote       | Voiture              |
| -- | ------ | ----------------------------- | ----------- | -------------- | -------------------- |
| 1  | 1980   | 27e Rallye de l'Acropole      | Grèce       | David Richards | Ford Escort RS1800   |
| 2  | 1981   | 28e Rallye de l'Acropole      | Grèce       | David Richards | Ford Escort RS1800   |
| 3  | 1981   | 3e Rallye du Brésil           | Brésil      | David Richards | Ford Escort RS1800   |
| 4  | 1981   | 31e Rallye des 1000 lacs      | Finlande    | David Richards | Ford Escort RS1800   |
| 5  | 1983   | 31e Rallye Safari             | Kenya       | Terry Harryman | Opel Ascona 400      |
| 6  | 1984   | 34e Rallye des 1000 lacs      | Finlande    | Terry Harryman | Peugeot 205 Turbo 16 |
| 7  | 1984   | 26e Rallye Sanremo            | Italie      | Terry Harryman | Peugeot 205 Turbo 16 |
| 8  | 1984   | 40e Rallye de Grande-Bretagne | Royaume-Uni | Terry Harryman | Peugeot 205 Turbo 16 |
| 9  | 1985   | 53e Rallye Monte-Carlo        | Monaco      | Terry Harryman | Peugeot 205 Turbo 16 |
| 10 | 1985   | 35e Rallye de Suède           | Suède       | Terry Harryman | Peugeot 205 Turbo 16 |

### Autres podiums en championnat du monde des rallyes (17)
- 2e du Rallye de Nouvelle-Zélande 1977 (Rallye du Pacifique Sud) - Ford Escort RS 1800 et 1985 - Peugeot 205 T16
- 2e du Rallye des 1000 Lacs 1979 et 1980 - Ford Escort RS 1800, 1987 - Ford Sierra Cosworth RS, 1990 - Mitsubishi Galant VR4 et 1993 - Subaru Impreza 555
- 2e du Rallye San Remo 1980 - Ford Escort RS 1800
- 2e du Rallye de Suède 1981 et 1982 - Ford Escort RS 1800
- 2e du RAC Rallye de Grande-Bretagne 1981 - Ford Escort RS 1800 et 1992 - Subaru Legacy RS
- 2e du rallye d'Australie 1993 - Subaru Legacy RS
- 3e du rallye de Nouvelle-Zélande1979 - Ford Escort RS 1800
- 3e du Critérium du Québec 1979 - Ford Escort RS 1800
- 3e du rallye d'Argentine 1994 - Ford Escort RS Cosworth
- 3e du Safari Rally 1998 - Ford Escort RS Cosworth WRC

### Résultats complets en championnat du monde des rallyes
| Saison | Équipe                  | Départs | Victoires | Podiums | Abandons | Points | Classement final   |
| ------ | ----------------------- | ------- | --------- | ------- | -------- | ------ | ------------------ |
| 1974   | Privé                   | 1       | 0         | 0       | 1        | -      | Pas de championnat |
| 1975   | Privé, Ford Irlande     | 2       | 0         | 0       | 2        | -      | Pas de championnat |
| 1976   | Privé, Ford Irlande     | 2       | 0         | 0       | 2        | -      | Pas de championnat |
| 1977   | Privé, Ford             | 8       | 0         | 1       | 7        | -      | Pas de championnat |
| 1978   | Privé, Ford             | 4       | 0         | 0       | 3        | -      | Pas de championnat |
| 1979   | Privé, Ford             | 7       | 0         | 3       | 2        | 50     | 5e                 |
| 1980   | Rothmans Rally Team     | 6       | 1         | 3       | 3        | 50     | 4e                 |
| 1981   | Rothmans Rally Team     | 10      | 3         | 5       | 3        | 96     | Champion           |
| 1982   | Privé, Opel             | 3       | 0         | 1       | 2        | 15     | 13e                |
| 1983   | Opel Rothmans           | 7       | 1         | 1       | 3        | 44     | 6e                 |
| 1984   | Peugeot Talbot Sport    | 5       | 3         | 3       | 2        | 60     | 4e                 |
| 1985   | Peugeot Talbot Sport    | 8       | 2         | 3       | 5        | 55     | 4e                 |
| 1987   | Subaru, Ford Motorsport | 2       | 0         | 1       | 0        | 16     | 19e                |
| 1988   | BMW, Mitsubishi         | 2       | 0         | 0       | 2        | 0      | -                  |
| 1989   | Mitsubishi              | 4       | 0         | 0       | 2        | 8      | 34e                |
| 1990   | Mitsubishi              | 5       | 0         | 1       | 4        | 15     | 16e                |
| 1991   | Privé, Subaru           | 2       | 0         | 0       | 0        | 12     | 22e                |
| 1992   | Subaru                  | 6       | 0         | 1       | 4        | 25     | 11e                |
| 1993   | Subaru                  | 5       | 0         | 2       | 2        | 38     | 7e                 |
| 1994   | Ford                    | 5       | 0         | 1       | 2        | 28     | 9e                 |
| 1996   | Ford                    | 1       | 0         | 0       | 1        | 0      | -                  |
| 1997   | Ford                    | 1       | 0         | 0       | 0        | 0      | -                  |
| 1998   | Ford, Privé, Subaru     | 4       | 0         | 1       | 2        | 6      | 11e                |
| 2003   | Privé                   | 1       | 0         | 0       | 0        | 0      | -                  |
| Total  |                         | 101     | 10        | 27      | 54       | 518    | 1 titre            |

### Autres victoires (britanniques)
- Rallye de l'île de Man 1976, (copilote Peter Bryant )- Ford Escort RS1800
- Rallye d'Écosse 1977, (copilote Peter Bryant) - Ford Escort RS1800 (seule année où l'épreuve est inscrite en Coupe FIA 2L. des constructeurs)
- Rallye Cork 20  (Irlande) 1978 - Ford Escort RS1800
- Rallye Donegal International  (Irlande) 1978 - Ford Escort RS1800
- Rallye Audi Sport 1979, (copilote David Richards[12]) - Ford Escort RS 1800

### Victoires au Rallye Dakar

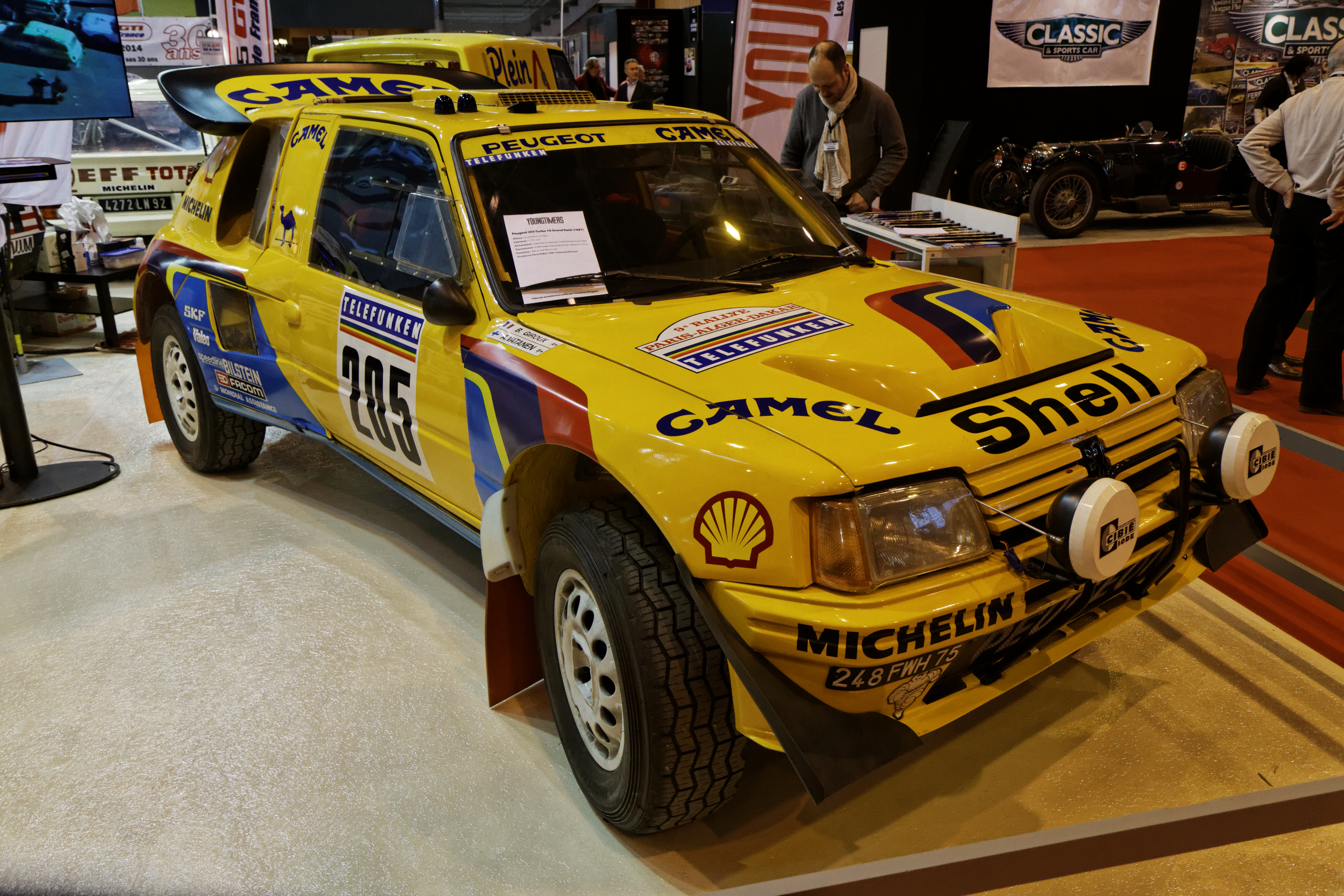
La Peugeot 205 turbo 16 grand raid victorieuse du Paris-Dakar 1987.

(la première avec Bernard Giroux, les trois dernières avec Bruno Berglund)
- Vainqueur du 10e Rallye Dakar 1987 - Peugeot 205 T16 Grand-Raid
- Vainqueur du 12e Rallye Dakar 1989 - Peugeot 405 Turbo 16 Grand-Raid
- Vainqueur du 13e Rallye Dakar 1990 - Peugeot 405 Turbo 16 Grand-Raid
- Vainqueur du 14e Rallye Dakar 1991 - Citroën ZX Rallye-Raid

### Autres victoires en rallyes-raids (dontCoupe du Monde des rallyes-raids)
Avec Bruno Berglund (hors CM, non encore créée) :
- Rallye des Pharaons 1987 - Peugeot 205 Turbo 16 Grand-Raid, 1988 et 1989 - Peugeot 405 Turbo 16 Grand-Raid et 1991 - Citroën ZX Rallye-Raid (RR)
- Rallye de l'Atlas 1988 - Peugeot 405 T16 Grand-Raid
- Rallye de Tunisie 1988 - Peugeot 405 T16 Grand-Raid
- Baja España-Aragón 1988 - Peugeot 405 T16 Grand-Raid, et 1990 - Citroën ZX RR

Avec Fabrizia Pons (hors CM) :
- Rallye de l'Atlas 1995 - Citroën ZX RR
- Baja Portugal 1000 1995 - Citroën ZX RR

Avec Gilles Picard :
- Baja España-Aragón 1996 - Citroën ZX RR (hors CM)
- Master Rallye Paris-Oulan-Bator 1996 - Citroën ZX RR

Avec Fred Gallagher (CM) :
- Rallye de l'Atlas 1997 - Citroën ZX RR
- Baja Portugal 1000 1997 - Citroën ZX RR Evolution IV (hors CM)
- Master Rallye Paris - Samarkand - Moscou 1997 - Citroën ZX RR Evolution IV
- Abu Dhabi Desert Challenge 1997 - Citroën ZX RR Evolution IV

### Victoire au Pikes Peak

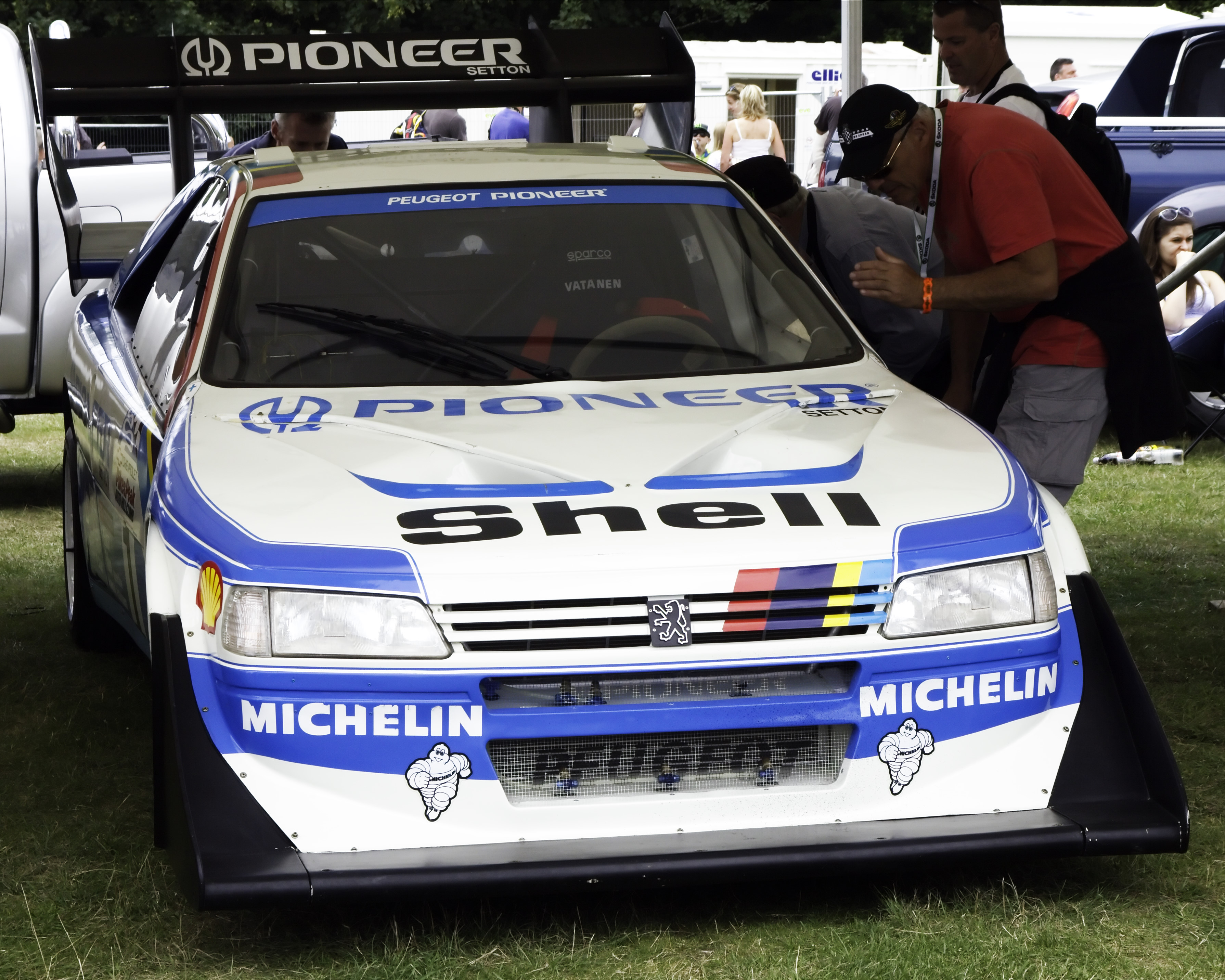
La Peugeot 405 T16 Pikes Peak de Vatanen.

Vainqueur en 1988 du Pikes Peak International Hill Climb, sur une Peugeot 405 T16, Ari Vatanen réussira à battre le temps de Röhrl, mais de justesse avec un temps de 10 min 47,22 s, soit 63 centièmes de mieux seulement. La performance d'Ari Vatanen est filmée grâce à plusieurs caméras embarquées et donne lieu à un court métrage sur l’ascension de Pikes Peak intitulé Climb Dance, réalisé pour Peugeot par Jean-Louis Mourey. Le film obtiendra plusieurs prix : Grand Prix du film au festival de Chamonix 1990, Gold Award, à l’International Film Festival de Houston (Texas, USA), Silver Screen, à l’US Industrial Film & Video Festival de Chicago (Illinois, USA), Prix spécial du Jury, au Festival International du Film d’aventure de Val d’Isère 1990.

### Victoire divers
- Montée de l'Olympe, à Val-d'Isère, 1995 - Citroën ZX RR

## Distinctions
- Autosport's International Rally Driver Annual Award 1984
- Autosport Gregor Grant Award 2008
- Lauréat 2018 du Temple de la renommée de la FIA[14]

## Galerie photos

Les voitures d'Ari Vatanen
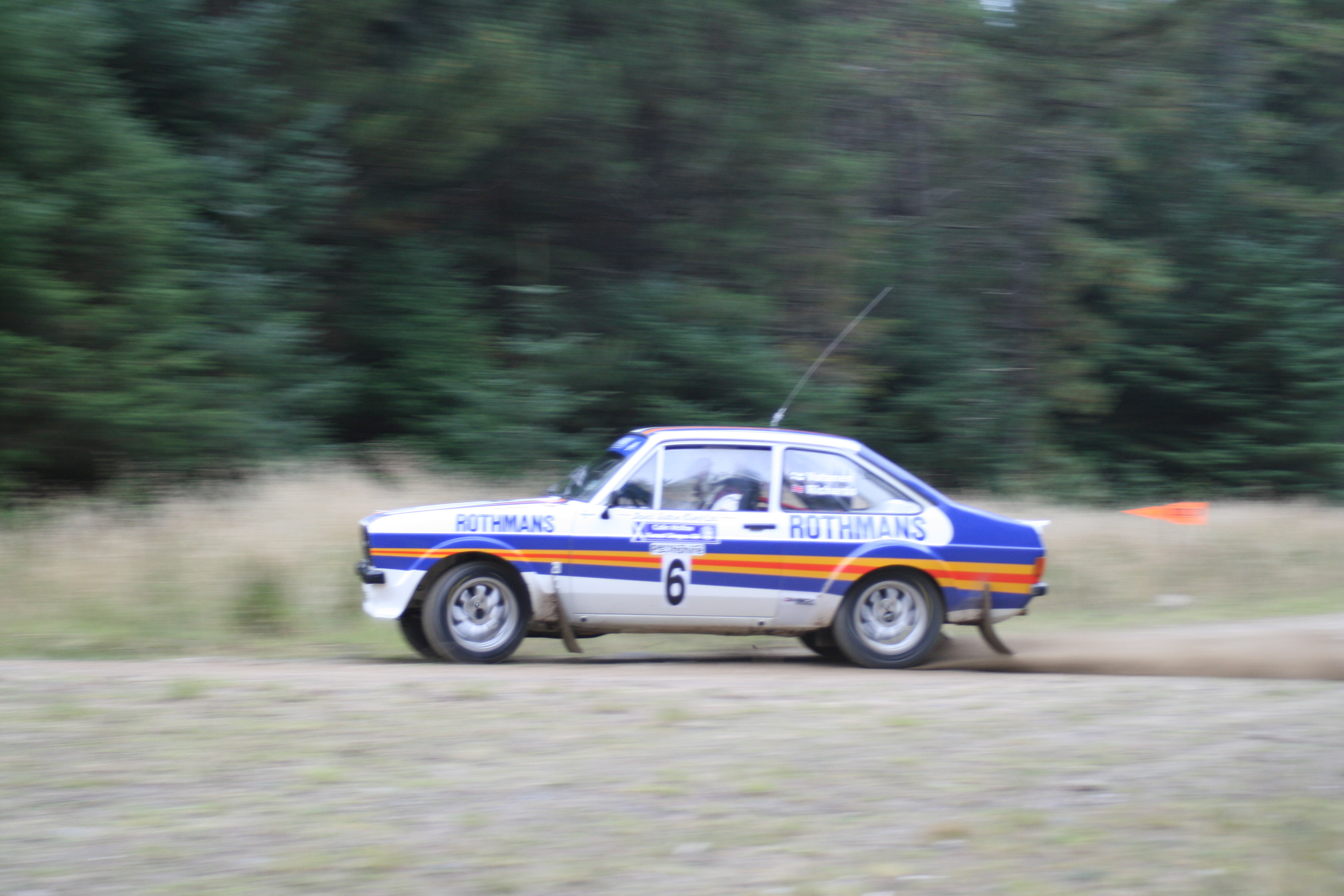
La Ford Escort RS 1800 Mk2 de 1981
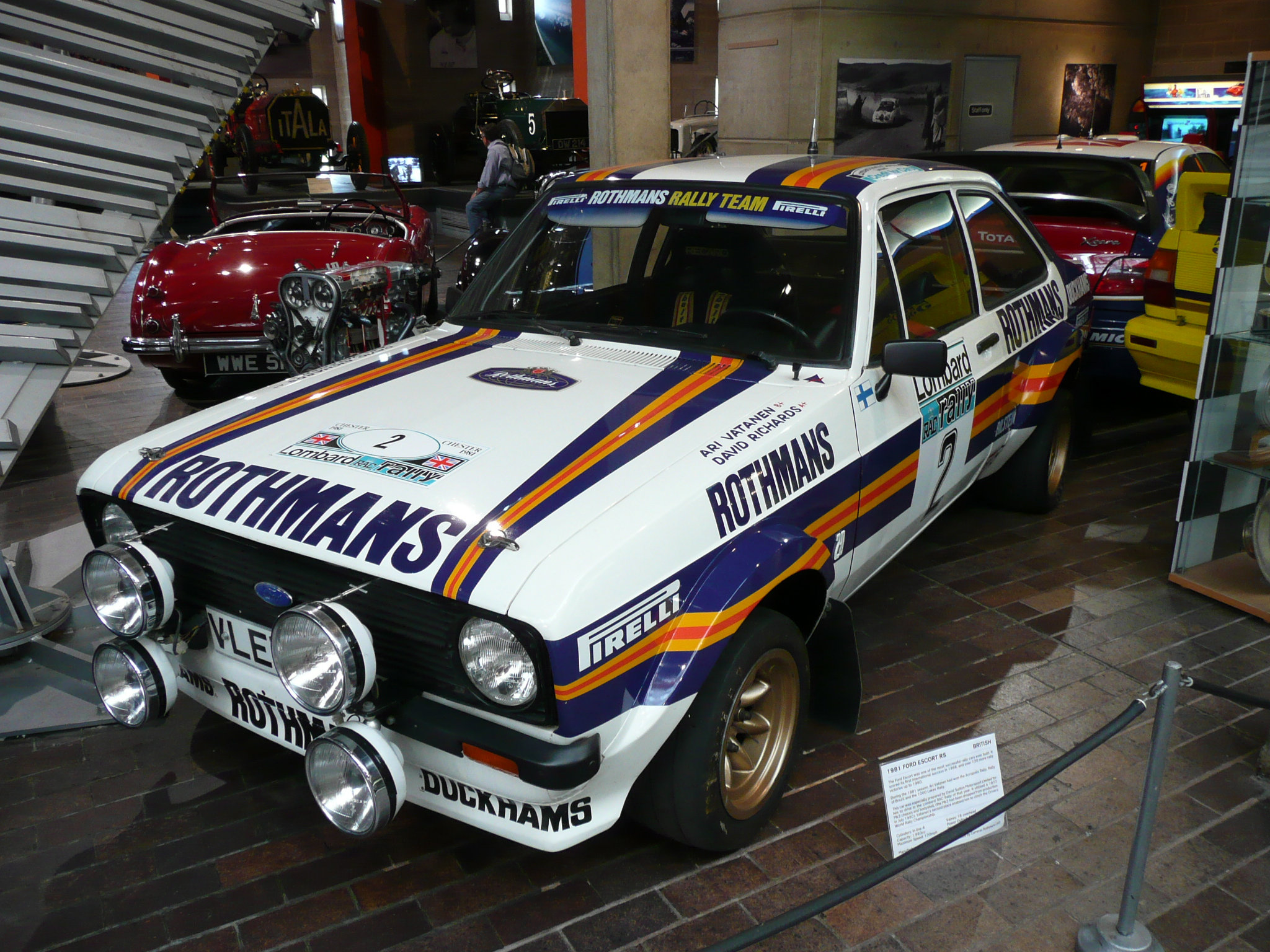
La Ford Escort RS 1800 Mk2 de 1981
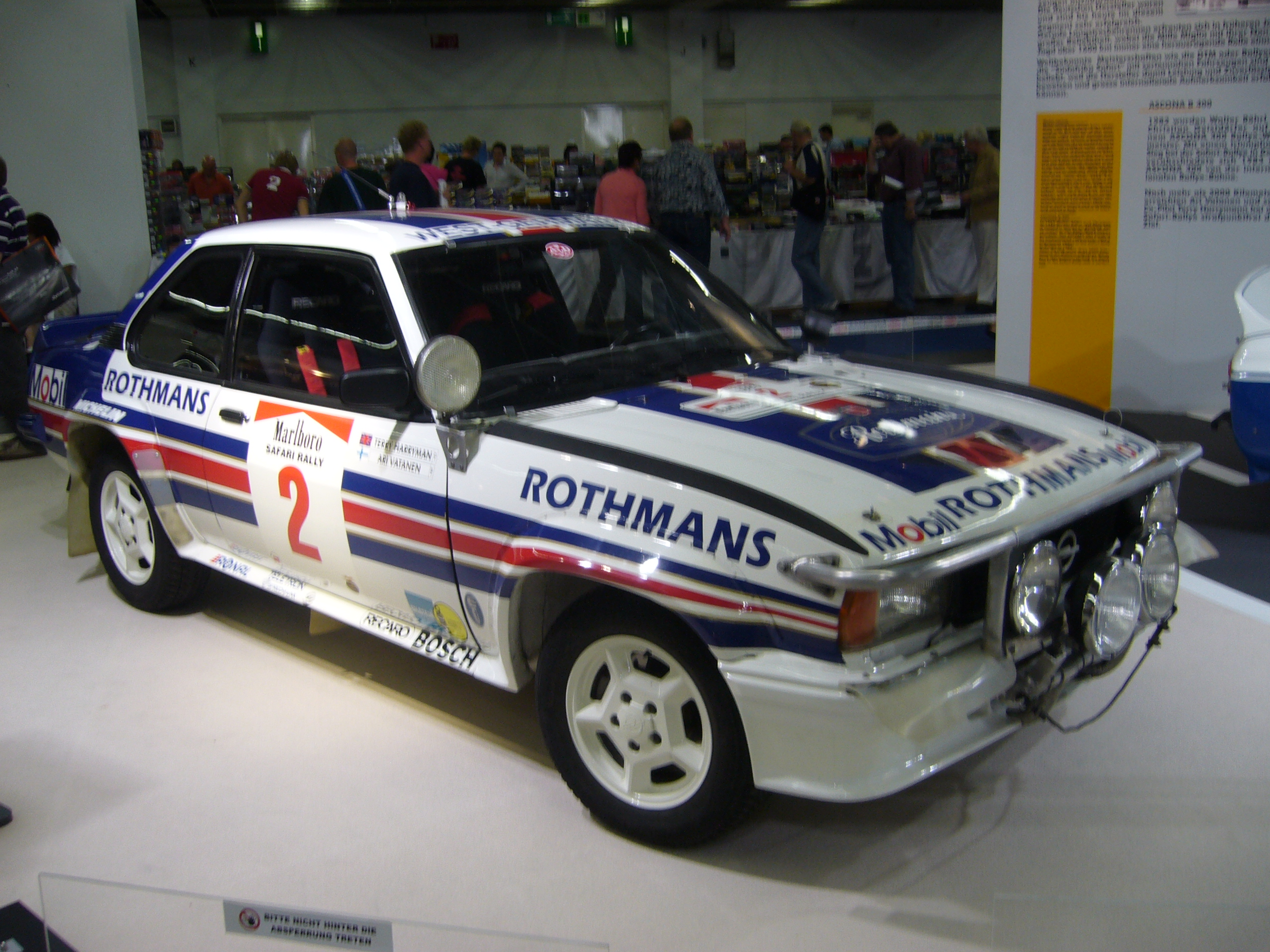
L'Opel Ascona victorieuse du Safari Rally 1983
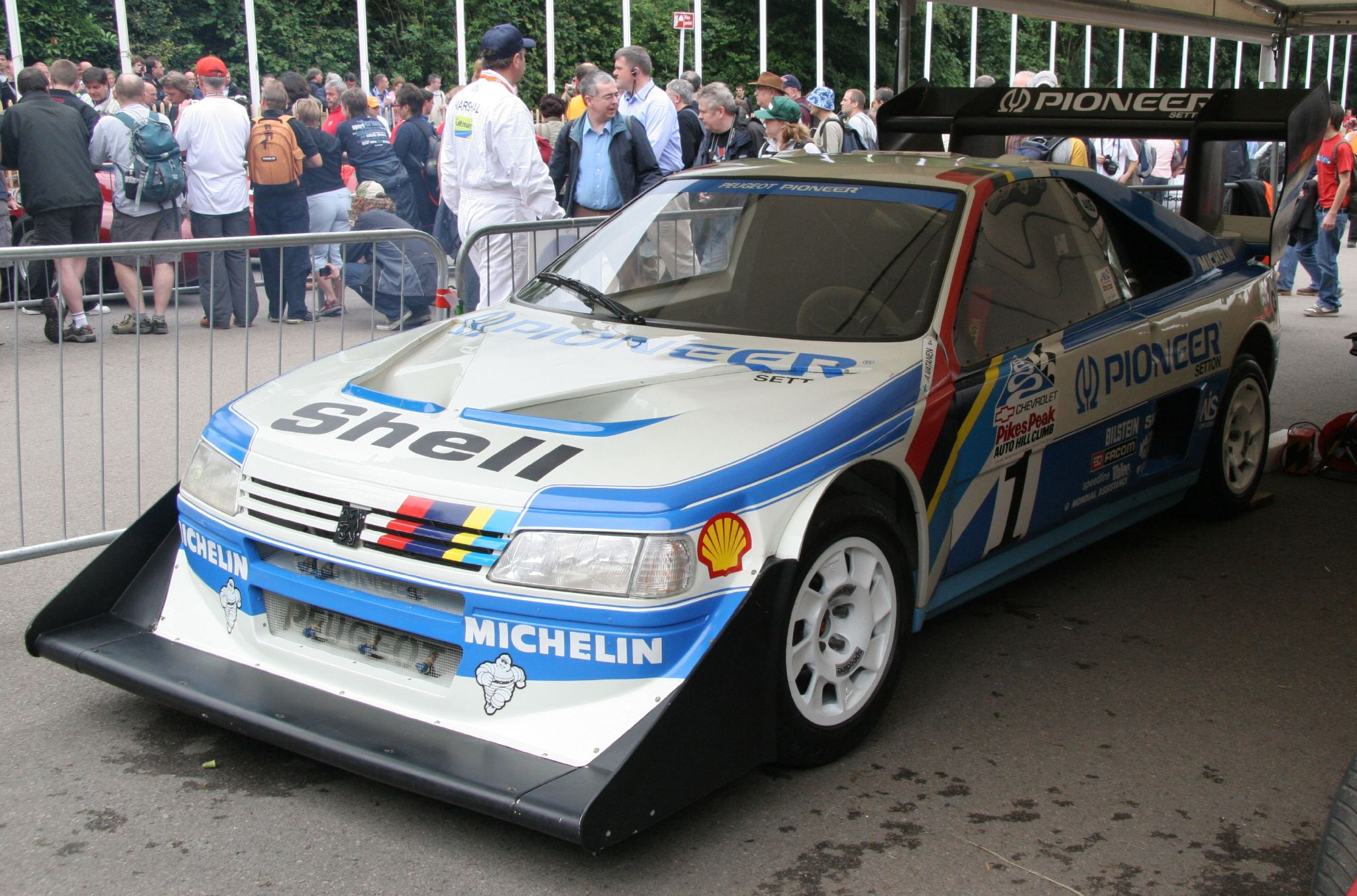
La Peugeot 405 Turbo 16 du Pikes Peak 1988
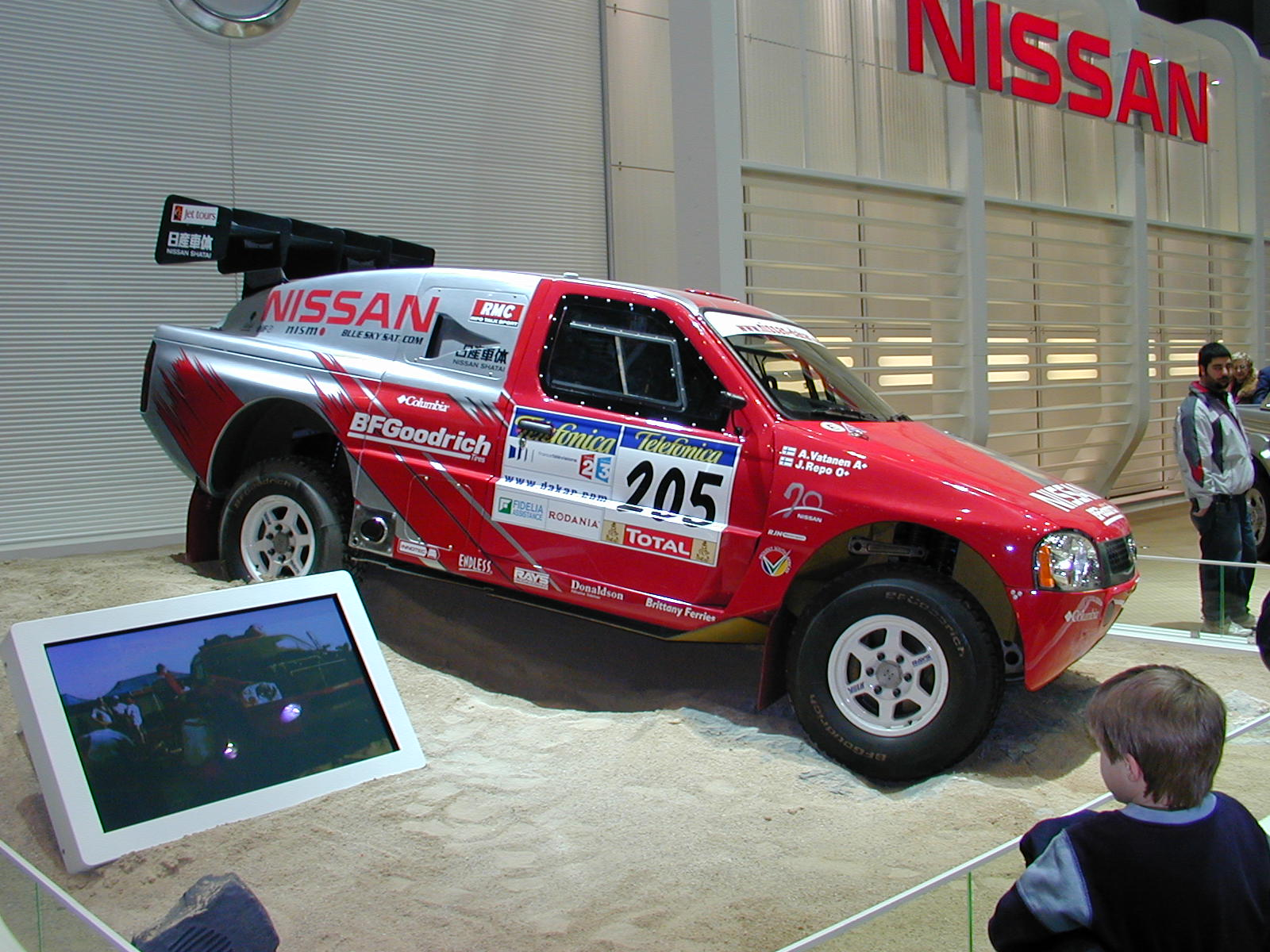
La Nissan du Paris-Dakar au Salon de Genève

## DVDthèque
- La Peugeot 205 T 16, Le Bon Numéro…, Fabrice Maze, coll. "La voiture de leur vie", 20 octobre 2002;
- The Vatanen Touch, 24 novembre 2003 (Anglais).